# Podostemaceae
Podostemaceae Rich. ex Kunth è una famiglia di piante angiosperme dell'ordine Malpighiales.

## Tassonomia
La famiglia comprende i seguenti generi:
- Angolaea Wedd.
- Apinagia Tul.
- Autana C.T.Philbrick
- Castelnavia Tul. & Wedd.
- Ceratolacis (Tul.) Wedd.
- Cipoia C.T.Philbrick, Novelo & Irgang
- Cladopus H.Möller
- Ctenobryum Koi & M.Kato
- Cussetia M.Kato
- Dalzellia Wight
- Diamantina Novelo, C.T.Philbrick & Irgang
- Dicraeanthus Engl.
- Djinga C.Cusset
- Endocaulos C.Cusset
- Farmeria Willis ex Hook.f.
- Hanseniella C.Cusset
- Hydrobryum Endl.
- Hydrodiscus Koi & M.Kato
- Indodalzellia Koi & M.Kato
- Indotristicha P.Royen
- Inversodicraea Engl. ex R.E.Fr.
- Laosia Koi, Won & M.Kato
- Lebbiea Cheek
- Ledermanniella Engl.
- Leiothylax Warm.
- Letestuella G.Taylor
- Lophogyne Tul.
- Macropodiella Engl.
- Marathrum Bonpl.
- Mourera Aubl.
- Noveloa C.T.Philbrick
- Oserya Tul. & Wedd.
- Paleodicraeia C.Cusset
- Paracladopus M.Kato
- Paradalzellia Koi, P.L.Uniyal & M.Kato
- Podostemum Michx.
- Pohliella Engl.
- Polypleurum (Tul.) Warm.
- Rhyncholacis Tul.
- Saxicolella Engl.
- Sphaerothylax Bisch. ex C.Krauss
- Stonesia G.Taylor
- Terniopsis H.C.Chao
- Thawatchaia M.Kato, Koi & Y.Kita
- Thelethylax C.Cusset
- Tristicha Thouars
- Weddellina Tul.
- Wettsteiniola Suess.
- Willisia Warm.
- Winklerella Engl.
- Zehnderia C.Cusset
- Zeylanidium (Tul.) Engl.